# Majusculă

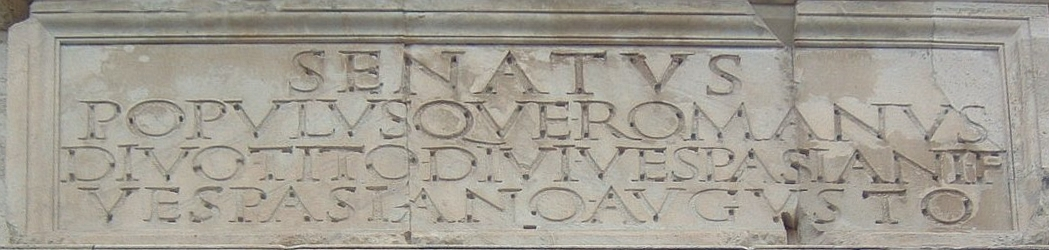
Inscripție latină cu majuscule, pe Arcul lui Titus, Roma

Majuscula (din latină majusculus, în trad. "ceva mai mare") este denumirea folosită în limbaj tipografic pentru literele mari, cunoscute și sub numele de "versale". Modelul exemplar de scriere exclusiv cu majuscule este dat de capitalis monumentalis, inscripția romană de for public.